# 滋賀県警察部
滋賀県警察部（しがけんけいさつぶ）は、戦前の内務省監督下の滋賀県が設置した府県警察部であり、滋賀県内を管轄区域とする。
1948年（昭和23年）3月6日に廃止となり、滋賀県警察部は国家地方警察滋賀県本部と大津市警察などの自治体警察に再編されることになった。

## 沿革
- 1876年（明治9年）1月　滋賀県庁に第四課を設置。
- 1880年（明治13年）4月　滋賀県警察本署に改称。
- 1886年（明治19年）7月　滋賀県警察本部に改称。
- 1890年（明治23年）10月　滋賀県警察部に改称。
- 1905年（明治38年）4月　滋賀県第四部に改称。
- 1907年（明治40年）7月　滋賀県警察部に改称。
- 1928年（昭和3年）7月　特別高等警察課を設置。
- 1945年（昭和20年）10月　特別高等警察が廃止。

## 組織
1933年（昭和8年）時点
- 警務課
- 特別高等警察課
- 高等警察課
- 刑事課
- 保安課
- 衛生課
- 健康保険課

## 警察署
1933年（昭和8年）時点
- 大津警察署
- 堅田警察署
- 草津警察署
- 水口警察署
- 信楽警察署
- 守山警察署
- 八幡警察署
- 日野警察署
- 八日市警察署
- 愛知川警察署
- 彦根警察署
- 米原警察署
- 醒井警察署
- 長浜警察署
- 虎姫警察署
- 木之本警察署
- 今津警察署
- 大溝警察署

## 歴代部長
| 代 | 官職名                 | 氏名       | 就任日         | 退任日         | 前職                   | 後職                     | 備考                 |
| -- | ---------------------- | ---------- | -------------- | -------------- | ---------------------- | ------------------------ | -------------------- |
| -  | 一等警部 第四課長      | 中西秀夫   | 1876年11月27日 | 1878年10月4日  |                        | -                        |                      |
| -  | 一等警部 警察課長      | 中西秀夫   | 1878年10月4日  | 1880年4月19日  | -                      | -                        |                      |
| -  | 一等警部 警察本署長    | 中西秀夫   | 1880年4月19日  | 1882年1月11日  |                        | -                        |                      |
| 1  | 警部長 警察本署長      | 中西秀夫   | 1882年1月11日  | 1886年6月7日   | -                      | 滋賀郡長                 |                      |
| 2  | 警部長 警察本署長      | 片岡直温   | 1886年6月7日   | 1886年7月20日  |                        | -                        |                      |
| 2  | 警部長 警察本部長      | 片岡直温   | 1886年7月20日  | 1889年7月18日  | -                      | 非職                     |                      |
| 3  | 警部長 警察本部長      | 大海原尚義 | 1889年7月23日  | 1890年10月11日 | 検事                   | 鹿児島県大島島司         |                      |
| 4  | 警部長 警察部長        | 斎藤秋夫   | 1890年10月11日 | 1891年5月16日  | 愛知県警部長           | 免官                     |                      |
| 5  | 警部長 警察部長        | 龍岡信熊   | 1891年5月16日  | 1892年8月19日  | 岡山県警部長           | 佐賀県警部長             |                      |
| 6  | 警部長 警察部長        | 鈴木定直   | 1892年8月19日  | 1893年3月21日  | 富山県警部長           | 大阪府警部長             |                      |
| 7  | 警部長 警察部長        | 川路利恭   | 1893年3月21日  | 1895年11月9日  | 警視                   | 沖縄県書記官             |                      |
| 8  | 警部長 警察部長        | 磯谷熊之助 | 1895年11月9日  | 1896年12月2日  | 埼玉県警部長           | 富山県警部長             |                      |
| 9  | 警部長 警察部長        | 古垣兼成   | 1896年12月2日  | 1900年10月27日 | 警視                   | 北海道庁警部長           |                      |
| 10 | 警部長 警察部長        | 内村直俊   | 1900年10月27日 | 1902年10月20日 | 山形県警部長           | 長崎県警部長             |                      |
| 11 | 警部長 警察部長        | 井上孝哉   | 1902年10月20日 | 1905年4月19日  | 熊本県参事官           | 神奈川県第四部長         |                      |
| 12 | 事務官 第四部長 警務長 | 六角耕雲   | 1905年4月19日  | 1906年7月28日  | 熊本県警部長           | 京都府事務官・第四部長   |                      |
| 13 | 事務官 第四部長 警務長 | 塚本清治   | 1906年7月28日  | 1907年7月13日  | 神奈川県事務官         | -                        |                      |
| 13 | 事務官 警察部長 警務長 | 塚本清治   | 1907年7月13日  | 1907年12月27日 | -                      | 神奈川県事務官・警察部長 |                      |
| 14 | 事務官 警察部長 警務長 | 赤池濃     | 1907年12月27日 | 1908年7月21日  | 兵庫県事務官           | 愛知県事務官・警察部長   |                      |
| 15 | 事務官 警察部長 警務長 | 東園基光   | 1908年7月21日  | 1910年7月19日  | 静岡県事務官           | 愛知県事務官・警察部長   |                      |
| 16 | 事務官 警察部長 警務長 | 稲葉健之助 | 1910年7月19日  | 1913年6月13日  | 三重県事務官           | 長崎県警察部長           |                      |
| 17 | 警察部長               | 紀伊寛平   | 1913年6月13日  | 1914年6月9日   |                        | 休職                     |                      |
| 18 | 警察部長               | 岸本正雄   | 1914年6月9日   | 1915年7月1日   | 山形県警察部長         | 福岡県警察部長           |                      |
| 19 | 警察部長               | 川上親俊   | 1915年7月1日   | 1915年9月26日  | 秋田県警察部長         | 休職                     |                      |
| 20 | 警察部長               | 得能佳吉   | 1915年9月26日  | 1915年12月11日 | 山形県警察部長         | 台湾総督府警視           |                      |
| 21 | 警察部長               | 川上親俊   | 1915年12月11日 | 1917年1月29日  |                        | 休職                     | 再任                 |
| 22 | 警察部長               | 二木千年   | 1917年1月29日  | 1917年4月16日  | 佐賀県警察部長         | 休職                     |                      |
| 23 | 警察部長               | 大森佳一   | 1917年4月16日  | 1919年4月19日  | 滋賀県理事官           | 栃木県警察部長           |                      |
| 24 | 警察部長               | 後藤多喜蔵 | 1919年4月19日  | 1920年9月30日  | 福島県理事官           | 香川県警察部長           |                      |
| 25 | 警察部長               | 水上七郎   | 1920年9月30日  | 1923年10月27日 | 神奈川県理事官         | 三重県内務部長           |                      |
| 26 | 警察部長               | 広瀬久忠   | 1923年10月27日 | 1924年5月28日  | 警視庁警視             | 内務省社会局事務官       |                      |
| 27 | 警察部長               | 半井清     | 1924年5月28日  | 1924年12月20日 | 内務省社会局事務官     | -                        |                      |
| 27 | 書記官 警察部長        | 半井清     | 1924年12月20日 | 1925年9月17日  | -                      | 福島県書記官・内務部長   |                      |
| 28 | 書記官 警察部長        | 中村忠充   | 1925年9月17日  | 1927年5月17日  | 兵庫県書記官           | 愛知県書記官・学務部長   |                      |
| 29 | 書記官 警察部長        | 双川喜一   | 1927年5月17日  | 1928年1月10日  | 大分県書記官・警察部長 | 群馬県書記官・内務部長   |                      |
| 30 | 書記官 警察部長        | 伴東       | 1928年1月10日  | 1929年4月25日  | 岩手県書記官・警察部長 | 愛知県書記官・警察部長   |                      |
| 31 | 書記官 警察部長        | 福島繁三   | 1929年4月25日  | 1929年7月8日   | 京都府書記官・学務部長 | 香川県書記官・警察部長   |                      |
| 32 | 書記官 警察部長        | 松枝角二   | 1929年7月8日   | 1930年8月28日  | 青森県書記官・警察部長 | 新潟県書記官・学務部長   |                      |
| 33 | 書記官 警察部長        | 関壮二     | 1930年8月28日  | 1931年12月24日 | 佐賀県書記官・警察部長 | 大分県書記官・警察部長   |                      |
| 34 | 書記官 警察部長        | 高野源進   | 1931年12月24日 | 1933年6月23日  | 警視庁警視             | 茨城県書記官・警察部長   |                      |
| 35 | 書記官 警察部長        | 梁井淳二   | 1933年6月23日  | 1935年1月19日  | 大分県書記官・警察部長 | 長崎県書記官・経済部長   |                      |
| 36 | 書記官 警察部長        | 宮田笑内   | 1935年1月19日  | 1935年7月20日  | 地方警視               | 内務省警保局             |                      |
| 37 | 書記官 警察部長        | 山田俊介   | 1935年7月20日  | 1937年1月9日   | 地方事務官             | 愛媛県書記官・経済部長   |                      |
| 38 | 書記官 警察部長        | 岡本茂     | 1937年1月9日   | 1938年4月22日  | 内務省社会局事務官     | 警視庁衛生部長           |                      |
| 39 | 書記官 警察部長        | 斎藤昇     | 1938年4月22日  | 1940年4月10日  | 内務事務官             | 内務省地方局行政課長     |                      |
| 40 | 書記官 警察部長        | 渡辺次郎   | 1940年4月10日  | 1942年1月13日  | 茨城県書記官           | 山口県書記官・警察部長   |                      |
| 41 | 書記官 警察部長        | 田代保雄   | 1942年1月13日  | 1942年10月7日  | 地方警視               | 退官                     |                      |
| 42 | 書記官 警察部長        | 伊藤英三   | 1942年10月7日  | 1942年11月1日  | 秋田県書記官           | -                        |                      |
| 42 | 部長 警察部長          | 伊藤英三   | 1942年11月1日  | 1943年7月1日   | -                      | 依願免本官               |                      |
| 43 | 部長 警察部長          | 池田清志   | 1943年7月1日   | 1944年8月2日   | 香川県官房長           | 警視庁経済警察部長       |                      |
| 44 | 部長 警察部長          | 秦重徳     | 1944年8月2日   | 1945年6月10日  | 警視庁警視             | 関東信越地方総監府副参事 |                      |
| 45 | 部長 警察部長          | 松本伍郎   | 1945年6月10日  | 1945年10月13日 | 警視庁警視             | 休職                     |                      |
| 46 | 部長 警察部長          | 野村万作   | 1945年10月13日 | 1945年10月27日 | -                      | -                        | 兼任 本務:滋賀県部長 |
| 47 | 部長 警察部長          | 椋本四郎   | 1945年10月27日 | 1946年4月1日   | 兵庫県警務官           | -                        |                      |
| 47 | 地方事務官 警察部長    | 椋本四郎   | 1946年4月1日   | 1946年7月13日  | -                      | 退官                     |                      |
| 48 | 地方事務官 警察部長    | 小川鍛     | 1946年7月13日  | 1947年5月2日   |                        | 茨城県警察部長           |                      |
| 49 | 地方事務官 警察部長    | 安堂誠一   | 1947年5月2日   | 1948年3月6日   | 石川県警察部長         | 滋賀県警察長             |                      |

## 主な事件
- 大津事件
- 琵琶湖遭難事故